# (3583) Burdett
(3583) Burdett es un asteroide perteneciente al cinturón de asteroides, descubierto el 5 de octubre de 1929 por Clyde Tombaugh desde el Observatorio Lowell, Flagstaff, Arizona, Estados Unidos.

## Designación y nombre
Designado provisionalmente como 1929 TQ. Fue nombrado Burdett en homenaje a la ciudad estadounidense Burdett donde el descubridor vivió en su juventud.